# Хенераль-Энрике-Эстрада (муниципалитет)
Хенераль-Энрике-Эстрада (исп. General Enrique Estrada) — муниципалитет в Мексике, входит в штат Сакатекас. Население — 5486 человек.

## История
Город основан в 1830 году .